# Las Estaciones del Ermitaño de Cristo
En el siglo XVII el P. Martín de la Madre de Dios escribió el libro Las Estaciones del Ermitaño de Cristo el cual fue publicado en el año 1651 Uno de los ejemplares llegó a manos de los Frailes del Convento Carmelita del Desierto de las Palmas en Benicasim. Fue tal el impacto del libro en esta comunidad, que originó una cadena artística que perdura hasta nuestros días. Un grabado en el siglo XVII; Un grabado, siete pinturas y siete cerámicas en el siglo XVIII; Siete pinturas en el siglo XXI.

## El Libro
En Las Estaciones del Ermitaño de Cristo (Zaragoza, 1651) Martín de la Madre de Dios propóne una serie de meditaciones espirituales acerca de las llagas del cuerpo físico de Jesucristo, meditaciones que distribuye a lo largo de los siete días de la semana, como materia de oración para el fraile que ejercía de ermitaño

## La Cadena Artística
- Grabado del siglo XVII

El grabado del siglo XVII aparece en el libro de Las Estaciones del Ermitaño de Cristo. Fue a partir de la lectura del libro y de la vista de su grabado, cuando en fecha incierta y por personas cuyos nombres aún nos son desconocidos, los religiosos del Convento Carmelita del Desierto de las Palmas se dispusieron a comenzar la siguiente cadena artística.
- Grabado del siglo XVIII

El segundo de los grabados fue la primera obra encargada por los religiosos del Desierto de las Palmas después de leer el libro. En los dos grabados, el del siglo XVII y el del siglo XVIII la representación que se contempla en ellos es la de siete imágenes alrededor de una principal que es Cristo crucificado y que representan las siete Estaciones del Ermitaño de Cristo.
- Pinturas del siglo XVIII

El siguiente eslabón en esta cadena temática lo forman las pinturas. En la primera mitad del siglo XVIII el Padre Vicente de la Concepción encargó a artistas a día de hoy desconocidos, la creación de siete lienzos en gran formato más uno en mayor tamaño y que aunaba en su representación a los siete anteriores.
- Cerámicas del siglo XVIII

El último eslabón hasta el siglo XVIII lo conforman siete placas cerámicas y un gran panel cerámico representando las siete Estaciones del Ermitaño. La calidad de las piezas es muy notable, provienen todas ellas de la Real Fábrica de Loza y Porcelanade Alcora.
- Pinturas del siglo XXI

En el año 2010 el artista Ismael El Jardinero decide retomar esta cadena artística y crea siete nuevas pinturas representando las siete Estaciones del Ermitaño. Para la realización de este proyecto, Ismael invita a dos fotógrafos valencianos, Leticia Reig y Vicente Greus, para que aporten su visión sobre las Estaciones. El proyecto es expuesto al público en marzo del 2011

## Estado actual
El primer grabado del siglo XVII no se conserva en ninguno de los dos ejemplares de los libros existentes en el Convento Carmelita del Desierto de las Palmas.
Del grabado del siglo XVIII se conserva únicamente la plancha matriz en el archivo del Desierto. 
De los siete lienzos del siglo XVIII se conservan cuatro, actualmente expuestos en el Museo del Desierto de las Palmas en Benicasim.
Las siete piezas cerámicas se encuentran actualmente en el Museo de Cerámica del Palacio Real de Pedralbes excepto el gran panel cerámico que es conservado en el Museo del Desierto de las Palmas.
Las siete obras de Ismael El Jardinero se encuentran actualmente en el Museo del Convento Carmelita del Desierto de las Palmas.